# بيل أشلي
بيل أشلي (بالإنجليزية: Bill Ashley)‏ هو سياسي أسترالي، ولد في 20 سبتمبر 1881 في أستراليا، وتوفي في 27 يونيو 1958. حزبياً، نشط في حزب العمال الأسترالي. وقد انتخب عضو مجلس الشيوخ الأسترالي ‏ عن دائرة نيوساوث ويلز ‏ (23 أكتوبر 1937 – 27 يونيو 1958).